# Kaza Kajami-Keane
Kaza Kajami-Keane (Ajax, 27 gennaio 1994) è un cestista canadese.

## Carriera
Con il Canada ha disputato i Campionati mondiali del 2019.

## Palmarès

### Squadra
- Campionato olandese: 1

Landstede Hammers: 2018-19
- FIBA Europe Cup: 1

Chemnitz: 2023-24

### Individuale
- FIBA Europe Cup Final MVP: 1

Chemnitz: 2023-24